# Van Buren Township (comté de Wright, Missouri)
Van Buren Township est un township inactif, situé dans le comté de Wright, dans le Missouri, aux États-Unis,.
Le township est fondé en 1855 et baptisé en référence à Martin Van Buren, 8e président des États-Unis.

### Source de la traduction
- (en) Cet article est partiellement ou en totalité issu de l’article de Wikipédia en anglais intitulé « Van Buren Township, Wright County, Missouri » (voir la liste des auteurs).